# Dobele
Dobele (en lituanien : Duobelė) est une ville dans la Zemgale en Lettonie. Elle est située sur les rives de la Bērze.

## Histoire
En 1254, un texte (lv) signale Dobele, centre d'une zone disputée entre l'évêque de Riga et l'Ordre de Livonie, et fief de Semgaliens insurgés. Le château d'alors résiste à plusieurs assauts des chevaliers teutoniques, dirigés en 1280 par Konrad von Feuchtwangen, le 13e Grand Maître, puis en 1289 par Konrad von Hattstein. Ensuite, la région est dévastée et dépeuplée.
On visite les ruines du château en pierres (XIVe siècle) de l'Ordre Teutonique, passé sous domination suédoise au (XVIIe siècle).
La région a été ravagée par la peste en 1710.
Du temps de l'Empire russe, Dobele, jusqu'en 1918 Doblen, est un chef-lieu de district (ouyezd) du gouvernement de Courlande.

## Personnalités liées à la ville
- Alexeï Koudrine, homme politique russe, naquit à Dobele en 1960, alors en RSS de Lettonie.
- Linda Abu Meri, femme politique estonienne, est née à Dobele en 1970.
- Viktors Ščerbatihs, un haltérophile et un homme politique, né à Dobele le 6 octobre 1974.
- Linda Leimane, compositrice lettone, née à Dobele en janvier 1989.

## À voir
- L'église luthérienne
- La place du marché
- Le château médiéval (ruines)
- Les jardins aux lilas
- Peteris Upitis’ Garden and Museum
- Classical music concert at Dobele Lilac Garden

## Transport
- Train (ligne Rīga-Liepaja)
- Bus (de et vers toutes les villes des environs)

## Galerie

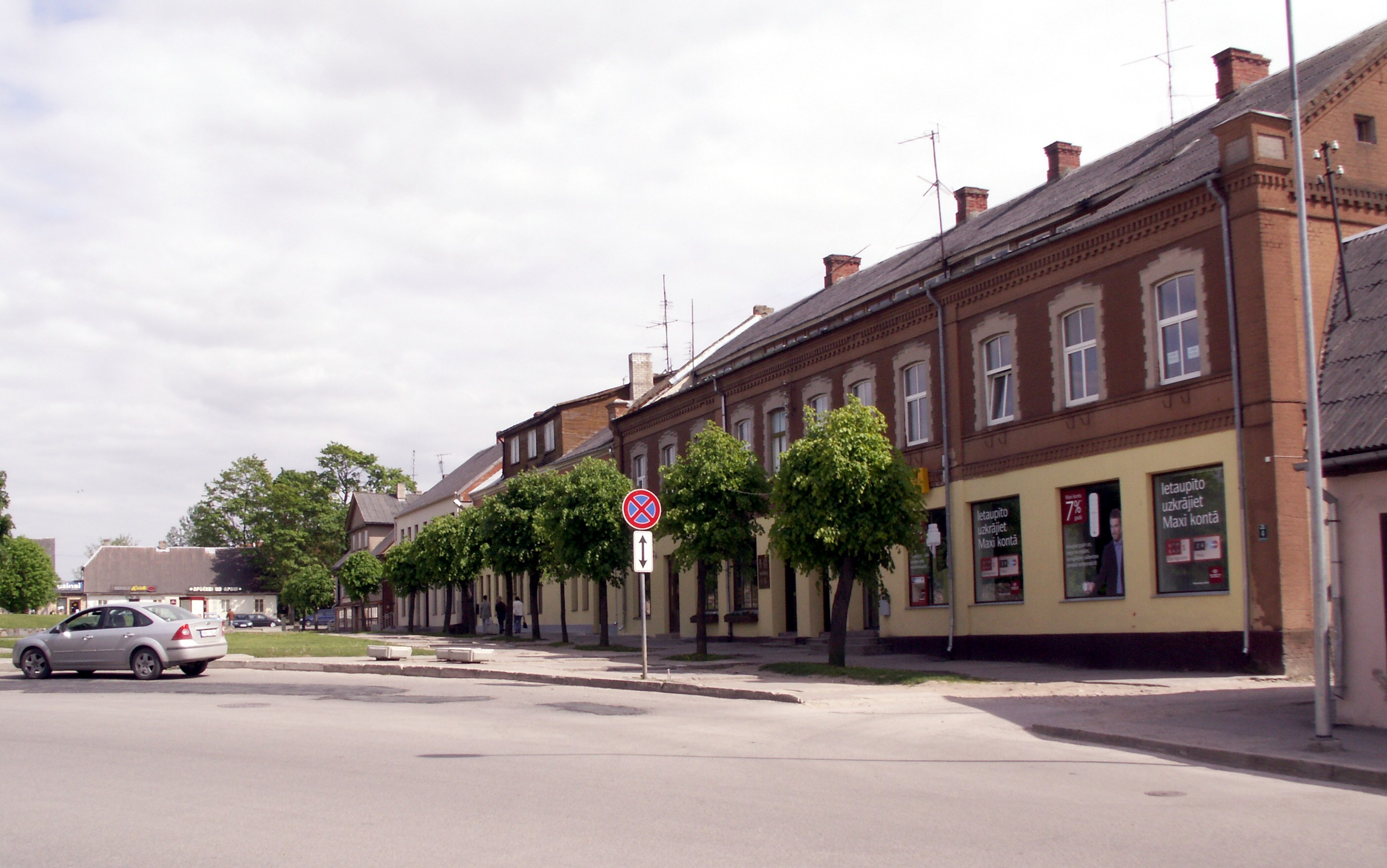
Supermarché de Dobele
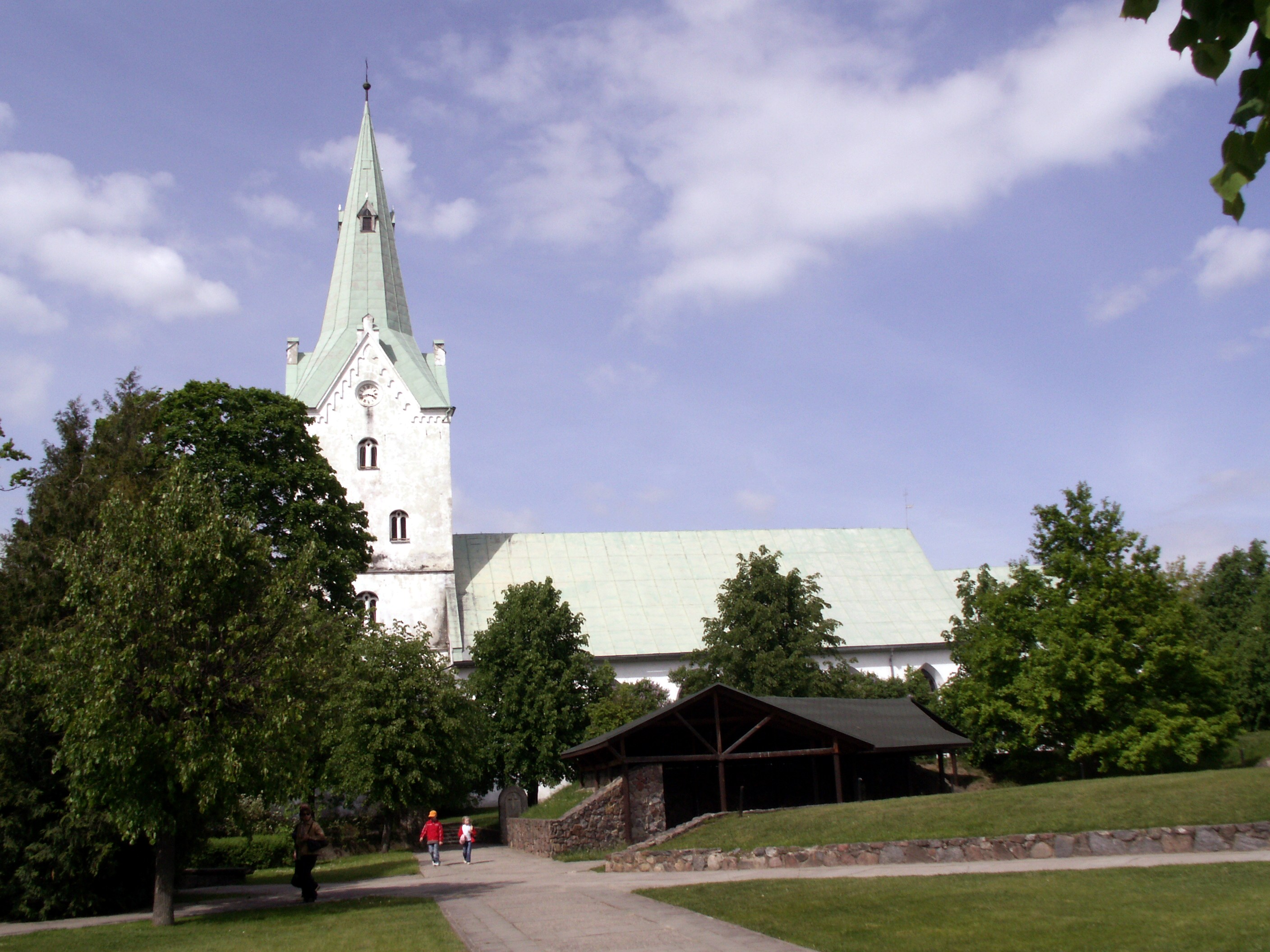
Église luthérienne de Dobele
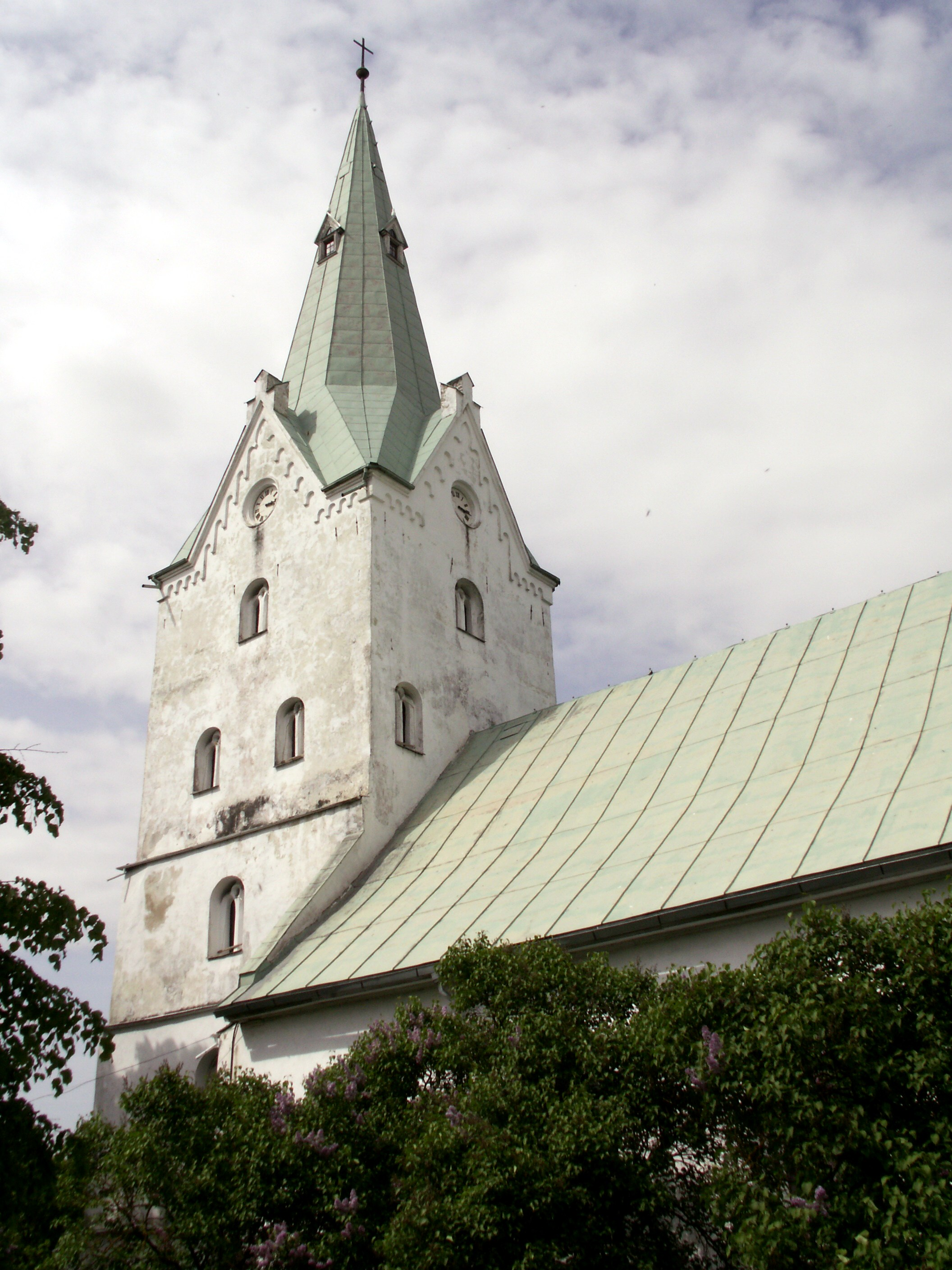
Clocher de l'église
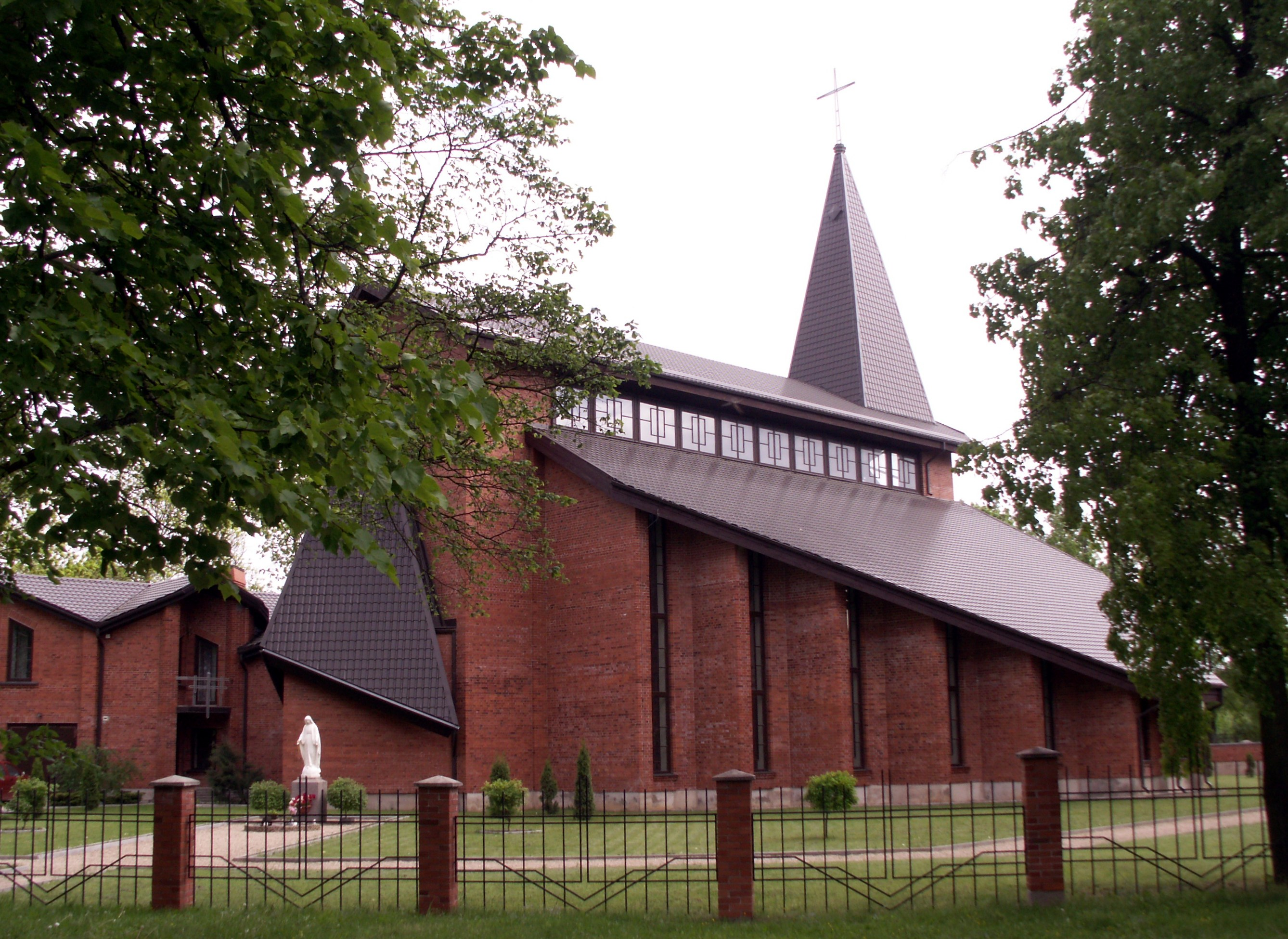
Église catholique de Dobele
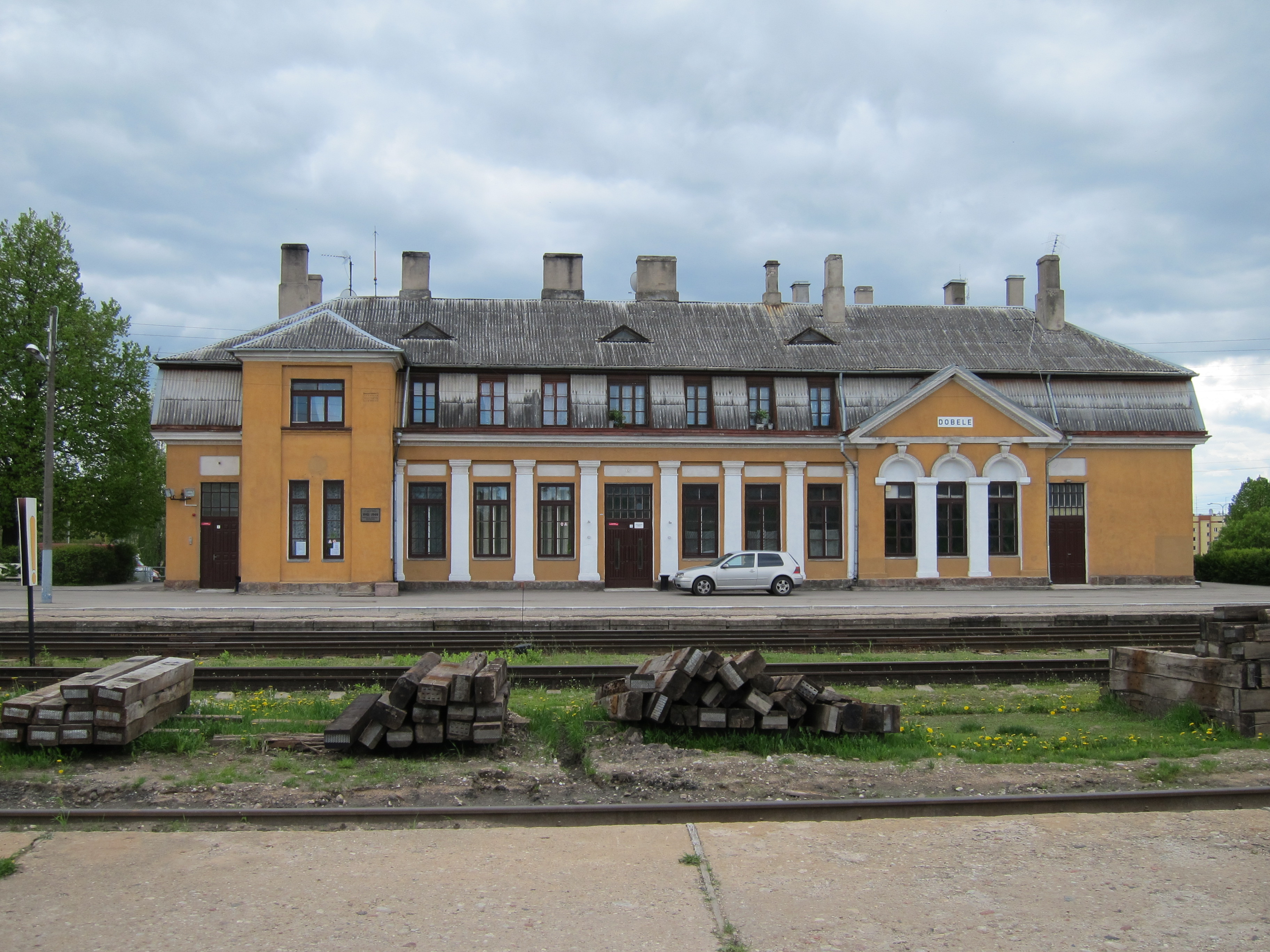
Gare ferroviaire de Dobele
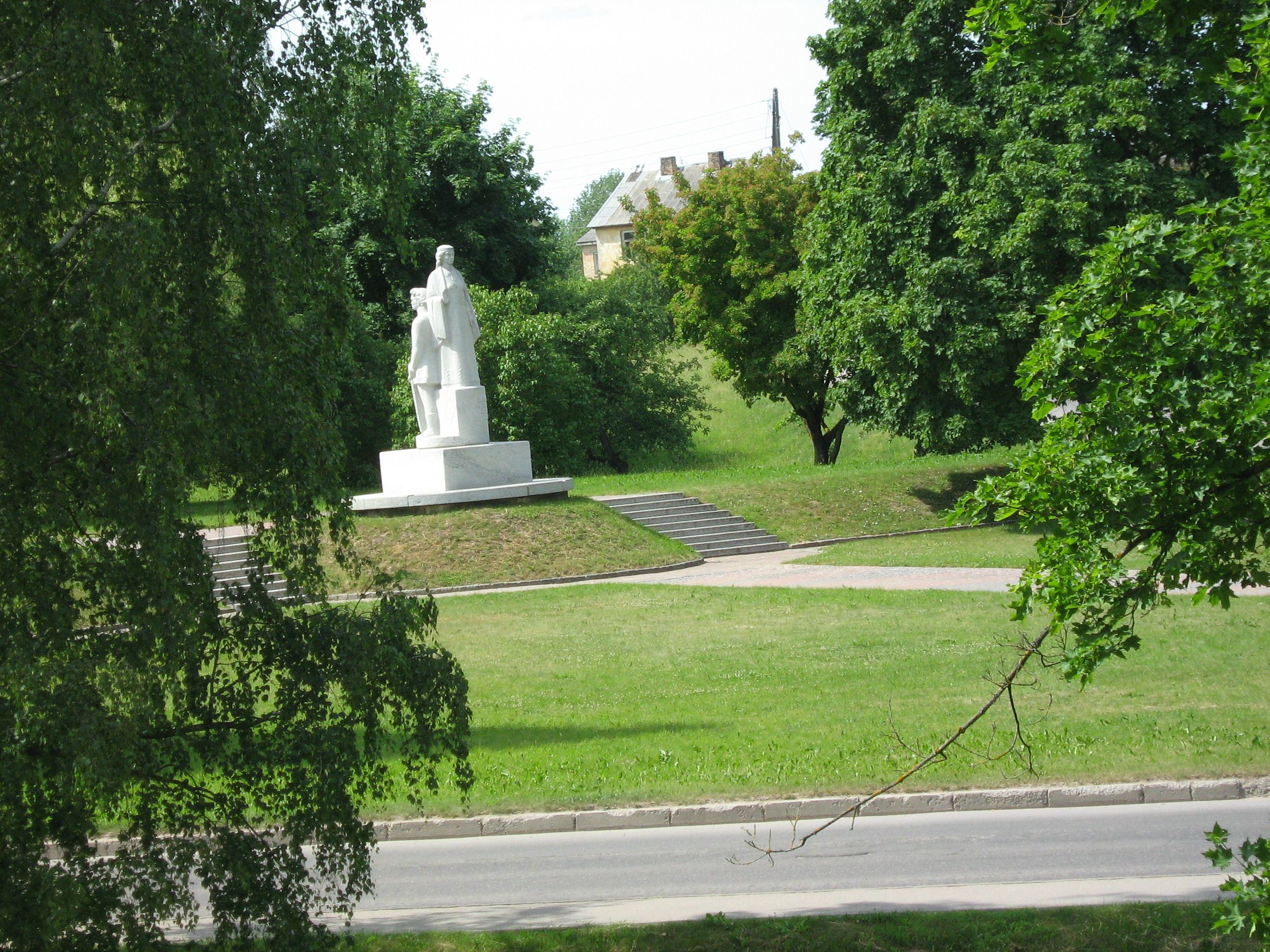
Monument de la Liberté
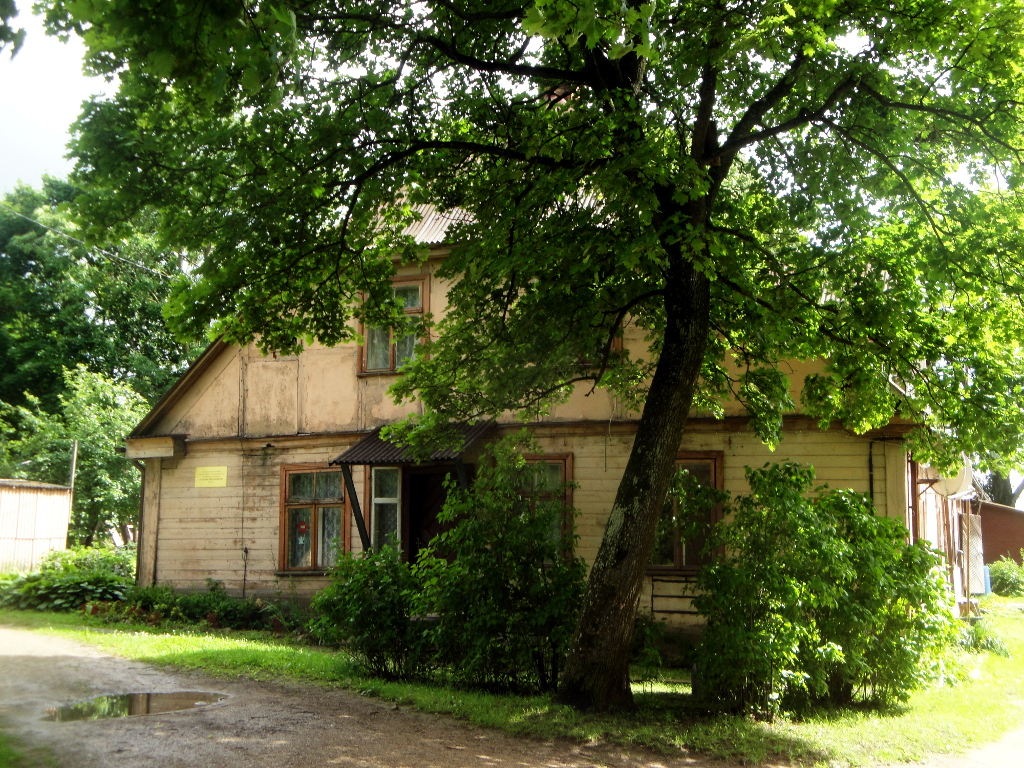
Vieille maison à Dobele
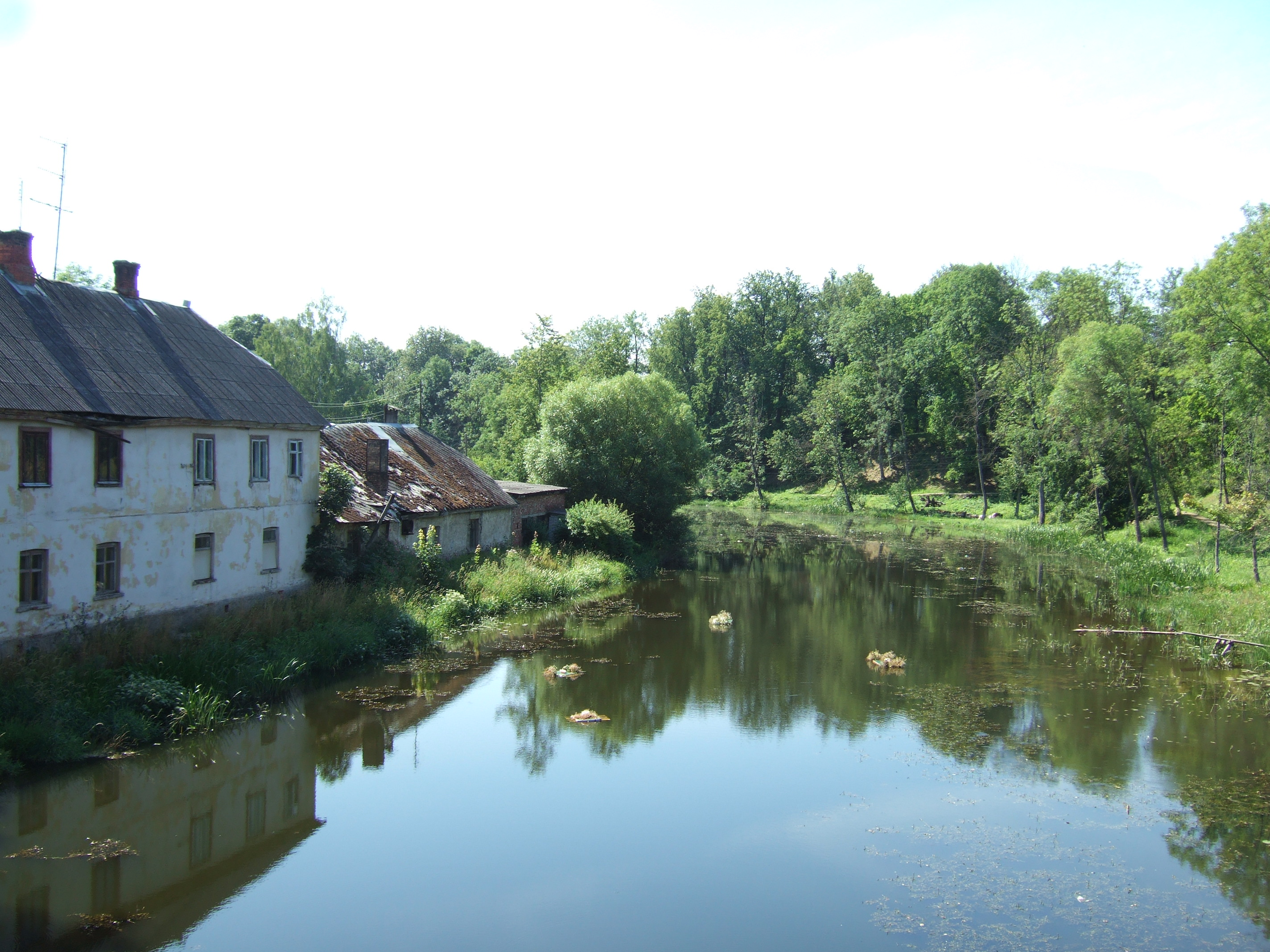
Rives de la Bērze